# Шумиха (город)
Шуми́ха — город (с 1944) в России, административный центр Шумихинского района Курганской области. 
Третий по численности населения и по экономическому значению город Курганской области.
В рамках административно-территориального устройства является городом районного подчинения. В рамках муниципального устройства до июля 2020 года образовывал муниципальное образование город Шумиха со статусом городского поселения как единственный населённый пункт в его составе.
Расположен на Западно-Сибирской равнине на юго-западе Курганской области, в лесостепной природной зоне, в 146 км к западу от Кургана. Население — 16 264 чел. (2021), третий по численности населения и по экономическому значению город Курганской области.
Из города начинается региональная автодорога Р328 Шумиха — Усть-Уйское. Крупный экономический, промышленный центр Курганской области, центр сельского хозяйства и пищевой отрасли.
Город был основан в 1892 году как пристанционный посёлок железнодорожной станции Шумиха, построенной поблизости (в 14 верстах) от тогда крупного селения Птичье при строительстве от Челябинска Западно-Сибирской железной дороги — начального участка Сибирской железной дороги. С 1932 года до 1943 года входил в состав Челябинской области как поселок Шумиха, с образованием Курганской области включен в её состав. Статус города получил в 1944 году.

## Этимология
По оценке Е. М. Поспелова, название из местной топонимии: Шумиха — распространённое «акустическое» название небольших речек (ср. Говоруха, Гремяча, 3венига, Ревяка и др.). С 1944 года — город Шумиха.
Существует ещё две версии:
- От названия озера, имеющего его большой размер, круглую форму, и одноимённое с городом, общее его название, находящегося южнее города (и как предполагают, получившего своё название — Шумиха, от зарослей камышей, густо растущих вдоль его берегов, и создающих от дуновения колеблющего их ветра, интересный эффект множественного, как тихого и далёкого, так и одновременно с ним, близкого и более громкого, шума, шелеста).
- Шумиха — это название сусального золота, коим торговали бухарцы в этих местах (см., например, сочинение А. С. Пушкина «История пугачевского бунта»)[источник не указан 1878 дней].

## История
Шумиха была основана в 1892 году как железнодорожная станция строившейся Западно-Сибирской железной дороги. При станции стал образовываться посёлок в 50 домов с торгово-промышленными целями, входивший в состав Челябинского уезда Оренбургской губернии. Постепенно посёлок Шумиха разрастался, в нём появились две начальные школы — железнодорожная и платная поселковая, один небольшой фельдшерский пункт, железнодорожный клуб. В посёлке находились три мельницы, салотопный, мыловаренный и кожевенный заводы, православный храм, несколько кабаков и элеватор на полмиллиона пудов хлеба.
Первым жителем Шумихи был Спиридон Клещев, сам жил на паскотине, на южном берегу озера Крутоберегового. Местные жители крестьянина Спиридона Клещева прозвали «Яман» (по-татарски «плохой»). До сих пор никому неизвестно почему его так прозвали местные жители. Как только начали строить Западно-Сибирскую железную дорогу Спиридон Клещев у себя на поскотине открыл тайную продажу водки и разными съестными припасами, принимал ворованные вещи, а впоследствии открывает публичный дом в своей усадьбе. При обыске в подвале Спиридона Клещева были найдены 7 трупов. В 1907 году Спиридон Клещев был арестован, при аресте он оказал вооружённое сопротивление, был избит и брошен в тюрьму, где и скончался от побоев.
27 ноября 1938 года Шумиха получила статус рабочего посёлка, а в 1944 году стала городом.
В годы Великой Отечественной войны свыше 13 тысяч горожан ушли на фронт. Более 5 тысяч из них погибли. В их память в Шумихе открыт мемориал. Двоим присвоено звание Героя Советского Союза дважды — Сергея Ивановича Грицевца и Кирилла Алексеевича Евстигнеева. Героем Советского Союза стал Петр Григорьевич Агеев. Все они — военные лётчики.
В годы войны в посёлке находился спецгоспиталь № 3757 для лечения тяжелораненых военнопленных иностранных армии требующих длительного лечения.

## Официальные символы

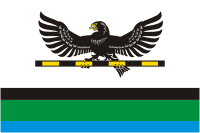
Флаг города

Флаг города Шумиха представляет собой прямоугольное полотнище, ширина и длина которого соотносятся как 2:3. Полотнище разделено по горизонтали на четыре полосы (сверху вниз) — белую, чёрную, зелёную и голубую, ширина которых соотносится как 8:1:2:1 соответственно. В центре белой полосы — парящий чёрный коршун, голова которого обращена к древку, хвост — к свободному краю флага, а крылья распростёрты симметрично относительно вертикальной оси полотнища; коршун несёт в лапах отрезок горизонтальной полосы, составленной из чёрных и жёлтых прямоугольников; клюв, язык и когти коршуна — жёлтые. Оборотная сторона флага является зеркальным отображением его лицевой стороны.

## Физико-географическая характеристика

### Месторасположение
Город находится в юго-западной зоне Курганской области. Город Шумиха расположен в 133 км к западу от Кургана, в 125 км к востоку от Челябинска, в 97 км к югу от Шадринска (Курганская область), в 92 км к северу от села Целинное (Курганская область). Территорию города омывают 4 озера: Чистое, Крутобереговое, Кур-табыз, Банниковое. Через Маевку протекает ручей Падь.
| С-З | Екатеринбург ~ — км / ~ 352 км Катайск ~ — км / ~ 331 км | Шадринск ~ 97 км / ~ 97 км Далматово ~ 117 км / ~ 265 км  | Тюмень ~ — км / ~ 345 км Каргаполье ~ — км / ~ 107 км   | С-В |
| З   | Челябинск ~ 119 км / ~ 123 км Щучье ~ 32 км / ~ 34 км    | Роза ветров                                               | Курган ~ 140 км / ~ 142 км Юргамыш ~ 76 км / ~ 82 км    | В   |
| Ю-З | Троицк ~ — км / ~ 269 км Южноуральск ~ — км / ~ 218 км   | Октябрьское ~ 98 км / ~ 261 км Костанай ~ — км / ~ 442 км | Альменево ~ 37 км / ~ 49 км Куртамыш ~ 82 км / ~ 219 км | Ю-В |

### Часовой пояс
Шумиха, как и вся Курганская область, находится в часовой зоне МСК+2. Смещение применяемого времени относительно UTC составляет +5:00.

### Климат
Климат города умеренный, по общим характеристикам относится к умеренному континентальному (переходный от умеренно континентального к резко континентальному).
| Показатель              | Янв.  | Фев.  | Март  | Апр. | Май | Июнь | Июль | Авг. | Сен. | Окт. | Нояб. | Дек. |
| ----------------------- | ----- | ----- | ----- | ---- | --- | ---- | ---- | ---- | ---- | ---- | ----- | ---- |
| Средняя температура, °C | −21,7 | −20,5 | −14,8 | −1,5 | 5,7 | 11,9 | 13,6 | 10,9 | 5,9  | −1,4 | −10,7 | −18  |

## Местное самоуправление
Имеет статус города районного значения. Образует муниципальное образование город Шумиха со статусом городское поселение как единственный населённый пункт в его составе.
Главы города Шумиха
1. Сорвин Леонид Алексеевич — 10.1987 — 10.1996 года
2. Мороз Виталий Флорович — 10.1996 — 10.2004 года
3. Воробьёв Владимир Алексеевич — 10.2004 — 10.2009 года
4. Ульянов Сергей Васильевич — 10.2009 — 05.2010 года
5. Нигматуллин Владимир Владимирович (исполняющий обязанности) — 05.2010 — 10.2010 года
6. Козлов Анатолий Анатольевич — с 22.10.2010 года

## Население
| 1916    | 1939    | 1959    | 1967    | 1970    | 1979    | 1989    |
| ------- | ------- | ------- | ------- | ------- | ------- | ------- |
| 625     | ↗13 083 | ↗19 421 | ↗21 000 | ↘20 550 | ↗21 254 | ↗21 984 |
| 1992    | 1996    | 1998    | 2000    | 2001    | 2002    | 2003    |
| ↘21 900 | ↘21 600 | ↘21 300 | ↘21 100 | ↘20 900 | ↘19 083 | ↗19 100 |
| 2005    | 2006    | 2007    | 2008    | 2009    | 2010    | 2011    |
| ↘18 900 | ↘18 800 | ↘18 700 | →18 700 | ↘18 620 | ↘17 819 | ↗17 830 |
| 2012    | 2013    | 2014    | 2015    | 2016    | 2017    | 2018    |
| ↘17 678 | ↘17 608 | ↘17 593 | ↘17 582 | ↗17 586 | ↘17 542 | ↘17 336 |
| 2019    | 2020    | 2021    |         |         |         |         |
| ↘17 198 | ↘17 152 | ↘16 264 |         |         |         |         |

На 1 января 2025 года по численности населения город находился на 743-м месте из 1124 городов Российской Федерации.
В своё время рост населения в городе подтолкнуло образование новых предприятий, таких как «Шумихинский мясокомбинат», «Шумихинский масломолочный комбинат», «Шумихинский птицекомбинат», «Шумихинская швейная фабрика», «Шумихинский машиностроительный завод», «Шумихинский завод подшипниковых иглороликов», и эвакуация на территорию города, жителей подмосковья, во время Великой Отечественной войны.
После распада СССР численность населения уменьшается после максимума 1989 года. Резкое уменьшение численности населения в XXI веке связано с социально-экономическими преобразованиями в стране.
В последнее время в Шумиху стали переезжать жители соседних поселков, городов в частности из Альменево. Относительно своих соседей (Альменево, Мишкино, Щучье) Шумиха — это развитый промышленный центр, с железнодорожным и автомобильным сообщением.

## Экономика

### Потребительский рынок
В городе функционируют крупные продовольственные торговые сети («Магнит», Красное & Белое, «Метрополис», «Монетка», «Пятёрочка», «Доброцен»); сети по продаже бытовой техники («ЭТО»); центры сотовой связи.

### Туризм
Шумиха не обладает туристической привлекательностью, хотя город внешне выглядит красиво, и на территории района имеются лечебные озера и заповедники, а в лесной загородной зоне на земную поверхность истекают несколько родников, имеющих мягкую и вкусную их воду. Широко так же известен среди местного населения и факт удивительного, освежающего и приятного вкуса местной воды, добываемой на территории города из ранее пробурённых в нём артезинских источников. В городе действует две гостиницы.
На железнодорожном вокзале имеются два номера гостиничного типа (горячая вода, душ, холодильник, телевизор), кроме этого можно оставить ручную кладь или личные вещи на хранение, отправить багаж в любую точку России железнодорожным транспортом.
| Категория                                                                | Название гостиницы   |
| ------------------------------------------------------------------------ | -------------------- |
| 2 из 5 звёзд · 2 из 5 звёзд · 2 из 5 звёзд · 2 из 5 звёзд · 2 из 5 звёзд | Гостиница «Зауралье» |
| 3 из 5 звёзд · 3 из 5 звёзд · 3 из 5 звёзд · 3 из 5 звёзд · 3 из 5 звёзд | Гостиница «Русь»     |

### Кафе, рестораны, бары
- Кафе «Берёзка», ул. Куйбышева, 12.
- Блинная «Блины», ул. Советская, 95.
- Кафе-бар «Фортуна», ул. Ленина, 1.
- Кафе «на Бульваре», Бульвар 50 лет Октября
- Пиццерия «OnePizza», ул. Ленина,39А

### Промышленность
В число крупнейших предприятий города входят:
- ОАО «Шумихинский завод подшипниковых иглороликов» — предприятие по производству игольчатых подшипников и роликов;
- ООО «Шумихинское машиностроительное предприятие» — предприятие по производству трубопроводной и устьевой запорной арматуры для нефтегазодобывающей промышленности;
- ЗАО «Далур» (Шумихинский урановый завод) — предприятие по добыче урановых руд способом подземного выщелачивания[37];
- ЗАО «Калугатрансмаш—сервис» (Шумихинский крановый завод) — предприятие по производству, ремонту и продажи железнодорожной техники;
- ОГУП «Шумихинская межрайонная типография» — предприятие по производству печатной продукции;
- «Шумихинский РЭС»
- «Шумихинская ВЭС»
- «Шумихинский хлебокомбинат»
- «Гурт»
- «Шумихинский элеватор»
- «Шумихинское хлебоприёмное предприятие»
- «Шумихинский комбикормовый завод»
- Мебельная фабрика «ВладВик»

Пищевая промышленность
- ООО «Шанхай» (молочная продукция), ООО «Светлана» (молочная продукция), ООО «Гурт» (заготовка молочной продукции),
- ЗАО «Шумихинский хлеб» (хлебная продукция), ИП КФХ «Шакиров» (хлебная продукция), ООО «Ривакс» (хлебная продукция), ООО «Добрый хлеб» (хлебная продукция), ИП Синицина (хлебная продукция), ООО «Хладлена» (полуфабрикаты).

Предприятия не функционирующие. Список предприятий прекративших свою деятельность. На базе них стали действовать новые предприятия.
| Предприятие                          | Деятельность                         | Новое предприятие | Деятельность   |
| ------------------------------------ | ------------------------------------ | ----------------- | -------------- |
| «Шумихинское ПАТО»                   | Пассажирские перевозки на автобусах  | ЗАО «Автотехника» | Грузоперевозки |
| «Шумихинский масломолочный комбинат» | Производство масломолочной продукции | Оптовая база      | —              |

### Связь
Стационарную связь в городе традиционно предоставляет «Шумихинский межрайонный узел электрической связи» — филиал ОАО «Ростелеком». Мобильная связь представлена 4 операторами: «Билайн», «Мегафон», «МТС», «Мотив», «TELE2».
Услуги доступа в Интернет по Шумихе предлагает «Шумихинский межрайонный узел электрической связи» — филиал ОАО «Ростелеком», компании «Билайн», «Мегафон», «МТС», «Мотив», «TELE2» и ООО "УКЦ «Интеграл».
Подключение кабельного телевидения ведёт «Шумихинский межрайонный узел электрической связи» — филиал ОАО «Ростелеком».
Почтовую связь в городе предоставляет «Шумихинский почтамт» — филиал ФГУП «Почта России».

### Финансовые услуги
В городе действуют филиалы российских коммерческих банков: ОАО «Сбербанк России», ОАО «Росгосстрах Банк», ОАО «Россельхозбанк», ООО «Хоум Кредит энд Финанс Банк».
Услуги страхования предоставляют филиалы ООО «Росгосстрах», СОАО «ВСК», ООО "СК «ЮЖУРАЛ-АСКО».

## Транспорт

Железнодорожный вокзал в 2009 году

Железнодорожный транспорт. Через город проходит электрифицированная Транссибирская железнодорожная магистраль Москва — Челябинск — Курган — Владивосток (линия Челябинск — Курган) с высокой интенсивностью движения (порядка 78 пассажирских поездов в сутки). В черте города расположена железнодорожная станция «Шумиха» (ежечасное отправление более 30 человек), входящая в состав Курганского отделения Южно-Уральской железной дороги — филиала ОАО «Российские железные дороги». Прямое беспересадочное сообщение с Курганом и Челябинском (5 пригородных электропоездов ежедневно, для всех электропоездов станция Шумиха конечная или начальная). На станции имеет стоянку скоростной пригородный электропоезд Курган — Челябинск (один электропоезд ежедневно). Станция открыта для грузовых работ.
Автомобильный транспорт. На 2 километра севернее города проходит автомобильная дорога федерального значения Байкал которая обеспечивает выходом к Кургану, Омску, Новосибирску и Челябинску. Также в Шумихе берёт своё начало автодорога регионального значения Р328 обеспечивая выход к Костанаю, а автодорога Шумиха — Шадринск обеспечивает выход в Шадринску и Екатеринбургу.
Автобусное сообщение. С автовокзала отправляются автобусы, совершающие регулярные междугородные (в Курган, Шадринск, Куртамыш, Щучье, Тобольск и Челябинск) и внутрирайонные рейсы (в Малое Дюрягино, Трусилово, Птичье и другие). Пассажирские перевозки осуществляются частными перевозчиками, ранее осуществлялись Шумихинским ПАТО. Маршруты обслуживаются автобусами Fiat Ducato, Hyundai H-100, ГАЗ-322132, Kia Granbird. Автовокзал совмещённый с железнодорожным вокзалом, что является положительным фактором в организации пассажирского сообщения.
Внутригородской транспорт. Первый автобусный маршрут появился в 1955 году и курсировал он по маршруту «Маевка» — «Заготзерно».
В 1960-х годах появился маршрут № 2 «ПАТО — ул. Пермякова», соединяющий северную и южную части города, маршрут № 1 был переименован в «Маевка — ул. Западная». В связи со строительством Шумихинского мясокомбината в 1970-х годах появился маршрут № 3 «Мясокомбинат — Птицекомбинат». Интервал движения на маршруте № 1 составлял от 8 до 12 минут, на маршрутах № 2 и № 3 от 10 до 15 минут. В 1980-х годах после строительства дороги с твердым покрытием из поселка Маевка на мясокомбинат маршрут № 3 был отменен, а маршрут № 1 был продлен до мясокомбината. На маршрутах № 1 и № 3 курсировали, в основном, автобусы большой вместительности ЛиАЗ-677 и ЛАЗ-695, на маршруте № 2 автобусы средней вместительности ПАЗ-672(М). Регулярность движения в начале 1990-х годов была неустойчивой, особенно на маршруте № 2, и к концу 1990-х годов большие автобусы перестали ходить по городу. В начале 2000-х годах появились маршрутные такси.
Действует 3 городских автобусных маршрута. Маршрут № 1 соединяет западную часть города с восточной, маршрут № 2 соединяет южную часть города с восточной и маршрут № 3 соединяет северный район города с восточной. Все три маршрута следуют через железнодорожный/авто вокзал по главным улицам города. Развита сфера таксомоторных перевозок.

## Образование
В Шумихе на 2014 год действует 6 детских дошкольных образовательных учреждений (детские сады), 3 средних и 1 основная общеобразовательные школы, вечерняя (сменная) общеобразовательная школа, специальная (коррекционная) общеобразовательная школа VIII вида. Имеются учреждения высшего и среднего профессионального образования. Из учреждений дополнительного образования: музыкальная, художественная и детско-юношеская спортивная школы. В 2013 году начато строительство детского сада в восточной части города, в 2014 году начато строительство детского сада в южной части города, в 1990-е годы по причине низкой рождаемости в городе было закрыто 7 детских садов.
- Средняя общеобразовательная школа № 1 (открыта в 1928 г);
- Средняя общеобразовательная школа № 3 (открыта в 1987 г);
- Средняя общеобразовательная школа № 4 (открыта в 1939 г);
- Основная общеобразовательная школа № 9 (открыта в 1923 г);
- Школа-интернат (открыта в 1959 г).

В 2000-е годы были закрыты школы:
- «Основная Общеобразовательная школа № 2» ул. Островского — ныне на её месте детский сад.

Дошкольное образование
- Детский сад № 1 «Звёздочка» — ул. Кирова, 46
- Детский сад № 3 — ул. Островского, 83
- Детский сад № 9 «Колосок» — ул. Коваленко, 26-А
- Детский сад № 11 — ул. Российская, 73
- Детский сад № 12 «Рябинушка» — ул. Кирова, 5
- Детский сад № 39 — ул. Ленина, 55
- Детский сад «Солнышко» — ул. Белоносова, 53

В период с 1990—2000 были закрыты детские сады:
- Детский сад № 4 ул. Кирпичная (строил «Шумихинский кирпичный завод») — ныне там магазин;
- Детский сад № 8 ул. Береговая — ныне там церковь;
- Детский сад № 10 ул. Свободы — ныне там жилой дом;
- Детский сад ул. Белоносова (строил «Шумихинский мясокомбинат») — на его месте строят новый детский сад;
- Детский сад ул. Ленина (строил «ЭЧ-13») — на его месте офис ЭЧ-13;
- Детский сад «Ромашка» ул. Советская (строил «Шумихинский завод подшипниковых иглороликов») — ныне там жилой дом;
- Детский сад «Заря» ул. Октябрьская — на его месте строят новый детский сад.
- Детский сад № 5 «Ручеёк» ул. Спартака (Относился к швейной фабрике) сейчас на его месте магазин.

'Среднее профессиональное образование
- Шумихинский аграрно—строительный колледж — основан в 1966 году. Изначально он располагался в здании бывшей железнодорожной школы, там, где учился Сергей Иванович Грицевец
- Шумихинский филиал Курганского технологического колледжа имени Н. Я. Анфиногенова.

Высшее профессиональное образование
- Шумихинский филиал Южно-уральского института управления и экономики
- Шумихинский филиал Южно-уральского государственного университета
- Шумихинский филиал Челябинского государственного педагогического университета
- Шумихинский филиал Челябинского государственного университета.

## Культура

Центральная площадь (зима)

### Районный Дом культуры
С 2010 года в районном Доме культуры постоянно проходят гастроли Шадринского государственного драматического театра. В районном Доме культуры постоянно действуют выставки детских рисунков, 25 марта 2010 года в районном Доме культуры прошёл зональный тур областного чемпионата команд КВН Курганской области «Весёлый гусь 2010» участие приняли команды из Альменево, Куртамыша, Мишкино, Целинного, Шумихи и Юргамыша. Победу одержала шумихинская КВН команда «КиПиШ». По числу проведённых мероприятий Шумихинский район занимает второе место в области. В учреждениях культуры в последнее время уделяется большое внимание возрождению народной культуры. С 2006 года на базе районного Дома культуры проводится районный фестиваль народного творчества «Русская старина», в котором принимают участие сельские учреждения культуры и школы района. На базе районного дома культуры работают творческие коллективы, которые активно участвуют в культурной жизни района, области и за её пределами. «Народный» коллектив хор ветеранов войны и труда «Ивушка», «Образцовый» коллектив детский вокальный ансамбль «Волшебники», «Народный» коллектив ансамбль танца «Новый день», «Народный» коллектив ансамбль танца «Волны Агиделя» и татаро-башкирский культурный центр «Ялкын».

### Кинотеатры
- Центр Досуга и Кино «Родина» — 17 декабря 2009 года отметил свой полувековой юбилей[46]. Находится по адресу: ул. Советская, 48.
- 3D кинотеатр «Триумф» — открыт в 2012 году.

### Музеи
- Историко-краеведческий музей — за 6 месяцев 2009 года музей посетило 2 137 человек, проведено 40 экскурсий. Постоянно проводятся выставки, викторины по вопросам истории, флоры и фауны Шумихинского района[47]. 25 февраля 2011 года в историко-краеведческом музее состоялось открытие выставки «Вахта Памяти — 2010», на которой присутствовали руководители и члены поисковых отрядов, входящих в состав военно-патриотического поискового объединения «Витязь» Курганской области. К многочисленному количеству экспонатов времён Великой Отечественной войны добавились уникальные экспонаты, привезённые с территории Орловской области, Шумихинским районным клубом «Следопыт», руководителем которого, является учитель школы № 4 А. И. Тилипенко. Шумихинский районный клуб «Следопыт» внёс свою лепту в это благородное дело, проделав невероятно кропотливую работу. Теперь сотни любознательных глаз увидят экспонаты, которые поневоле окунут всех посетителей историко-краеведческого музея в то далёкое и тревожное время. В экспозиции представлено более ста предметов, представляющих огромный интерес. Среди них: осколки от снарядов, сапёрные лопаты, фрагменты солдатских ложек, складные ножи, советские и немецкие гильзы, немецкий корпус для противогаза, хвостовище от миномётного снаряда, крышка от диска пулемёта Дегтярёва и многое другое. Экскурс в историю сопровождается увлекательным и интересным рассказом, подготовленным сотрудниками историко-краеведческого музея[48].

### Музыка
- Детская школа искусств — история шумихинской музыкальной школы началась в декабре 1956 года. В то время преподавание велось только на трёх инструментах: скрипке, баяне и фортепиано. Первый выпускной для шести человек состоялся в 1961 году. С открытием художественного и хореографического отделения школа была переименована в детскую школу искусств. На сегодняшний день на четырёх отделениях обучается около 350 детей. За 55 лет существования школы выпустилось 800 человек. Не все выпускники связали свою жизнь с искусством, многие стали врачами, юристами, педагогами и другие. Детская школа искусств — занимается не только образовательным процессом, но и концертно — просветительской работой. Концерты, выставки, конкурсы, мастер-классы проходят здесь в течение всего учебного года[49].

## Средства массовой информации
Печать
Издательское дело существует в Шумихе с 19 декабря 1930 года, первое печатное издание носило название «Ленинский путь». Ныне в районе распространяется 2 газеты, в городе расположены их редакции и издательства:
- «Знамя Труда» — самая первая газета города, первый номер которой вышел в свет 19 декабря 1930 года под названием «Ленинский путь», ныне это муниципальное общественно-политическое издание Шумихинского района, которое выходит 1 раз в неделю (суббота) средним тиражом в 5090 экземпляров на 8 страницах форматом А3;
- «Наша Шумиха» — популярная рекламно-информационная еженедельная газета с ТВ-программой, издаётся с 26 августа 2010 года, выходит 1 раз в неделю (среда) тиражом в 5500 экземпляров на 12-16 страницах форматом А3;

Телевидение
В эфир транслируются 5 телеканалов аналогового вещания:
- Первый Канал
- Россия 1 / ГТРК Курган
- НТВ
- Пятый Канал
- Россия К

Также в городе доступно цифровое эфирное телевидение первого цифрового мультиплекса:
- Первый Канал
- Россия 1 / ГТРК Курган
- Матч ТВ
- НТВ
- Пятый Канал
- Россия К
- Россия 24 / ГТРК Курган
- Карусель
- ОТР / Область 45
- ТВЦ

В скором времени будет включен второй пакет цифрового эфирного телевидения.
Ретрансляцию эфирного телевидения осуществляет филиал РТРС «Курганский ОРТПЦ» цех г. Шумиха. Мачта радиовещательной телевизионной станции является самым высоким сооружением в городе — её высота 232,5 метра.
Радиостанции
В эфир транслируются 2 радиостанция:
- Радио России / ГТРК Курган (УКВ 66,89) (Молчит)
- Радио России / ГТРК Курган (FM 102,8)

В цифровом пакете эфирного телевидения первого мультиплекса присутствуют три радиостанции:
- Радио России / ГТРК Курган
- Маяк
- Вести FM

## Памятники
- Памятник В. И. Ленину — площадь им. В. И. Ленина.
- Памятник-мемориал в честь погибших шумихинцев на фронтах Великой Отечественной войны — площадь им. В. И. Ленина.
- Памятник ликвидаторам Чернобыльской АЭС — ул. Тутынина, напротив гостиницы «Зауралье».
- Памятник рабочим Шумихинского машиностроительного завода — ул. Ленина, напротив проходной «ШМЗ».
- Памятник первому поселенцу города С. В. Клещеву — ул. Островского, в сквере «им. С. В. Клещева».
- Памятник в честь погибших шумихинцев в борьбе за Советскую власть — в городском саду.
- Памятник-бюст Дважды Герою Советского Союза К. А. Евстигнееву — в парке «им. К. А. Евстигнеева».
- Памятник скорбящей матери — площадь им. В. И. Ленина.
- Вечный огонь — площадь им. В. И. Ленина.

## Спорт
Спортом номер один в городе принято считать тяжелую атлетику. Шумихинские тяжелоатлеты становились чемпионами и призёрами чемпионатов России и Европы.
Также существуют секции бокса, футбола и других видов спорта.
Крупнейшие спортивные сооружения города:
- Стадион «Труд» — построен в 1957 году, трибуны способны принять 2 000 зрителей. Является основным футбольным стадионом города и домашней ареной футбольного клуба «Труд».
- Детско-юношеская спортивная школа — занятия боксом, футболом, тяжелой атлетикой.
- Хоккейный корт — занятия хоккеем.

Основные спортивные клубы города:
- «Труд» — футбольный клуб города и района, играет в чемпионате области, 3-кратный бронзовый призёр чемпионата области.
- Сборная команда боксеров ДЮСШ.
- Сборная команда тяжелоатлетов ДЮСШ.

## Религиозные организации
Православный храм в честь Успения Пресвятой Богородицы, Курганской и Шадринской Епархии Московского Патриархата.